# Garden Party
Garden Party é um filme dos Estados Unidos de 2008 dirigido por Jason Freeland.

## Sinopse
Aos quinze anos de idade, e sem muitas perspectivas de vida, April busca um emprego digno (que não tem que tirar a roupa). Em busca disso, ela vai para Los Angeles, onde conhece um grupo de adolescente também perturbados e atrás de um sonho diferente. Além destes problemas, o grupo tem que enfrentar a poderosa traficante Sally Saint Clair.

## Elenco
- Willa Holland ... April
- Vinessa Shaw ... Sally
- Jennifer Lawrence ... Tiffany "Tiff"
- Lisa Arturo ... Mãe de April
- Tierra Abbott ... Lana
- Erik Smith ... Sammy
- Christopher Allport ... Davey
- Erik Bragg ... Dirk
- Candice A. Buenrostro ... Bartender
- Alexander Cendese ... Nathan
- Alesha Clarke ... Adriana
- Lindley Domingue ... Groupie
- Fiona Dourif ... Becky
- Shelley Dowdy ... Anna
- Robert Ellsworth ... Waiter
- Carrie Finklea ... Lost Girl
- Patrick Fischler ... Anthony
- Scott Grossman ... Super Duper
- Richard Gunn ... Todd
- Jordan Havard ... Wayne
- Jake Richardson ... Kevin
- Lola Sanchez ... Clare
- Luka Apt ... Randy
- Robin Sydney ... Sara

## Recepção
Aaron Hillis, em sua revisão para o Village Voice escreveu: "'Garden Party é um drama sobre a vida de Los Angeles e como eles procuram o sucesso em uma cidade onde a aparência é tudo. Ironicamente, no entanto, essa superficialidade se estende à construção do filme também: Enquanto Freeland [deixa] monótono o estilo narrativo entrelaçado dos projetos listados acima, ele nunca oferece nenhuma visão real sobre seus personagens. Tudo o que se soma a um estudo de caráter medíocre que não é nem sexy nem substancial o suficiente para merecer mais do que a atenção do público igualmente superficial."
Todd Gilchrist, do IGN Movies escreveu: "Baseado em uma série de histórias curtas de Freeland, a linha de cada personagem se baseia em coincidências absurdas (quase todos os membros do elenco se encontram em uma capacidade mais do que fugaz) e frustrantemente tem comportamento irrealista (...) Se estamos destinados a tomar esses fios como uma tapeçaria de LA, então Freeland claramente precisa parar de assistir os DVDs de Robert Altman e ir para fora para ver como o mundo real é."
Kyle Smith, do New York Post chamou de um "lento passeio para lugar nenhum." No Rotten Tomatoes tem uma classificação "podre" de 11%.